# Jaroslav Krombholc
Jaroslav Krombholc (30. ledna 1918 Praha – 16. července 1983 tamtéž) byl český dirigent a hudební skladatel.

## Životopis
Pocházel z hudebnické rodiny, vystudoval mělnické gymnázium. Ještě jako student gymnázia byl v letech 1934/1935 jediným soukromým žákem Otakara Ostrčila. Po maturitě studoval na Pražské konzervatoři obor hudební kompozice u Otakara Šína a na mistrovské škole u Vítězslava Nováka (1937–1940), dirigování u Pavla Dědečka (1938–1940) a na mistrovské škole u Václava Talicha (1940–1942). V období do uzavření vysokých škol studoval rovněž jazyky (němčina, francouzština) na Filosofické fakultě UK v Praze .
Jako dirigent a skladatel spolupracoval s Divadlem E. F. Buriana (1939/1940).
Již během studií byl pozván Zdeňkem Chalabalou ke korepetování do pražského Národního divadla. Zde byl pak od dubna 1940 do konce roku 1943 angažován. Vedle své činnosti dirigenta v ND byl současně i šéfem opery Státního divadla v Ostravě.
Pohostinsky dirigoval v České filharmonii.
V roce 1945 byl jmenován do kolektivního vedení Národního divadla spolu s Otakarem Jeremiášem a Karlem Nedbalem. Od roku 1949 působil v Národním divadle střídavě ve funkcích dirigenta, hlavního dirigenta a šéfa opery. V roce 1975 se na tři roky ujal místa šéfdirigenta Symfonického orchestru Československého rozhlasu, současně však pohostinsky dirigoval i v Národním divadle.
Jeho manželkou byla sopranistka Národního divadla Maria Tauberová. Manželku často doprovázel na klavír na jejích recitálech.
Působil také v rozhlase a nahrál řadu gramofonových snímků. Se souborem ND se účastnil uměleckých zájezdů do Německa, Belgie, Rakouska a bývalého Sovětského svazu. Dirigoval také ve Velké Británii, Nizozemsku a dalších zemích.

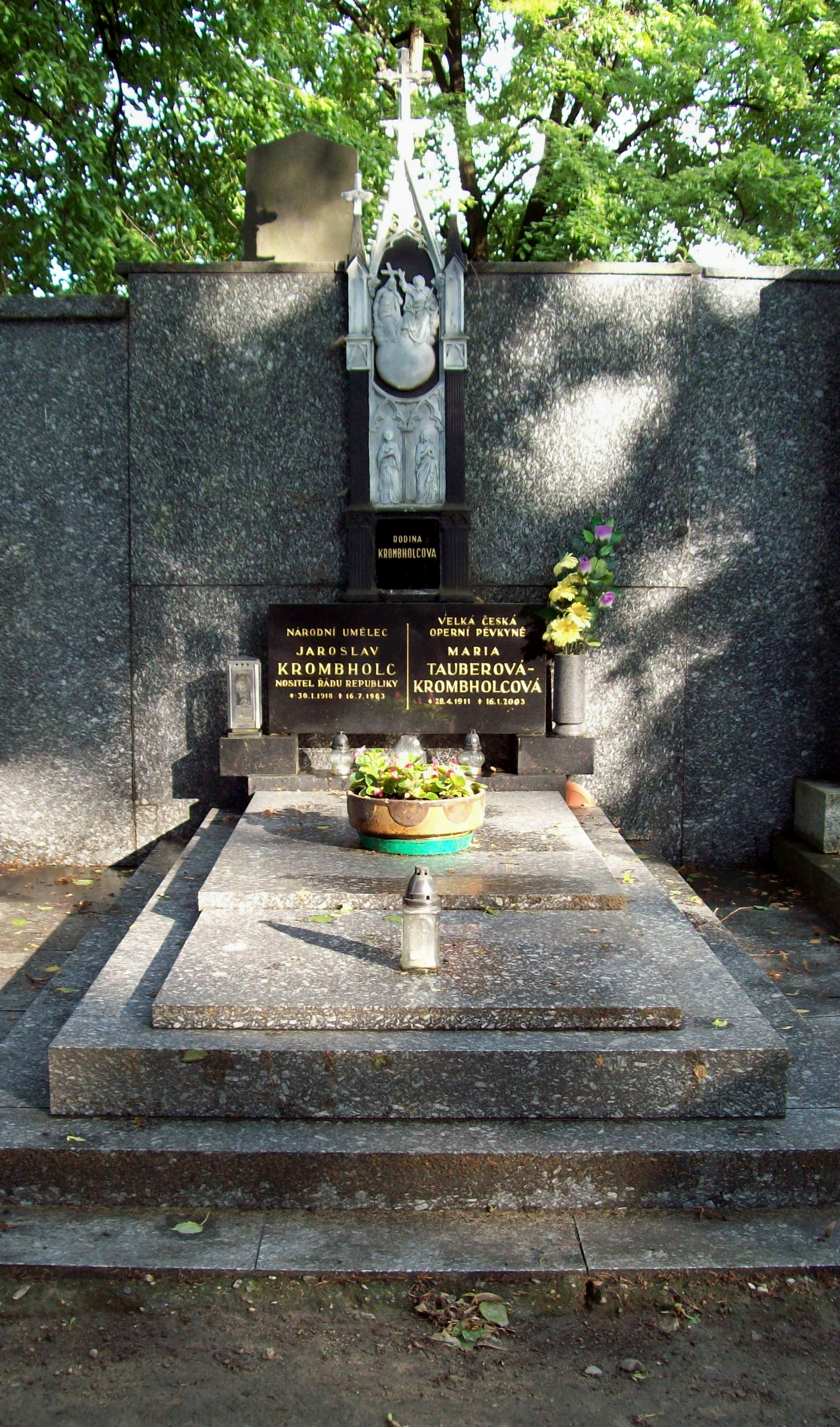
Hrob manželů Krombholcových na hřbitově sv. Václava, Mělník.

## Skladatelské dílo
Skladbě se věnoval od studentských let. Později se však soustředil na činnost dirigentskou a komponoval jen sporadicky. Z jeho díla jsou známy:
- Orchestrální suita
- Smyčcový sextet
- 2 smyčcové kvartety
- Sonáta pro violu a klavír
- Sonáta pro klarinet a klavír
- drobné klavírní skladby
- písňové cykly

Cenami byly odměněny:
- Suita pro koncertní klavír a orchestr (1939)
- Symfonie (1942)

## Ocenění
- 1949, 1955 Státní cena
- 1958 titul zasloužilý umělec
- 1966 titul národní umělec
- 1978 Řád republiky